# 9522 Schlichting
9522 Schlichting este un asteroid din centura principală de asteroizi.

## Descriere
9522 Schlichting este un asteroid din centura principală de asteroizi. A fost descoperit pe 28 februarie 1981 la Siding Spring de Schelte J. Bus. Asteroidul prezintă o orbită caracterizată de o semiaxă mare de 3,56 ua, o excentricitate de 0,06 și o înclinație de 9,9° în raport cu ecliptica.